# Neoarisemus satchelli
Neoarisemus satchelli är en tvåvingeart som beskrevs av Duckhouse 1978. Neoarisemus satchelli ingår i släktet Neoarisemus och familjen fjärilsmyggor. Inga underarter finns listade i Catalogue of Life.